# 顺-2-戊烯
顺-2-戊烯，化学式C5H10 ，在第二个碳原子上有一个碳碳双键（C=C），此键无法旋转，两边的甲基和乙基互在顺位，因而得名。

## 用途
用于有机合成，及用作聚合抑制剂。

## 危害
健康危害本品有麻醉作用，对眼睛、呼吸道和皮肤有刺激性。吸入后引起头痛、头晕、恶心、虚弱、四肢无力等。
环境危害对环境有危害，对水体、土壤和大气可造成污染。
燃爆危险本品极度易燃，具刺激性。
危险特性其蒸气与空气可形成爆炸性混合物，遇明火、高热能引起燃烧爆炸。在火场中，受热的容器有爆炸危险。其蒸气比空气重，能在较低处扩散到相当远的地方，遇火源会着火回燃。